# 貝原良介
貝原 良介（かいばら りょうすけ、1879年8月17日 - 1918年10月22日）は、日本の教育者、物理学者。

## 経歴
福岡藩士族貝原信の長男として、福岡県に生まれる。1898年福岡県立尋常中学修猷館、1901年第五高等学校理科を経て、1904年東京帝国大学理科大学理論物理学科を卒業。
1906年学習院教授に就任し、物理、数学を講じた。
1918年10月22日、腎臓病により死去、従五位勲六等。

## 主な著書
- 『理科学講義 第1冊 物理学』（東京理科学会、1907年）
- 『物理学教科書』（冨山房、1916年）